# Station Groesbeek

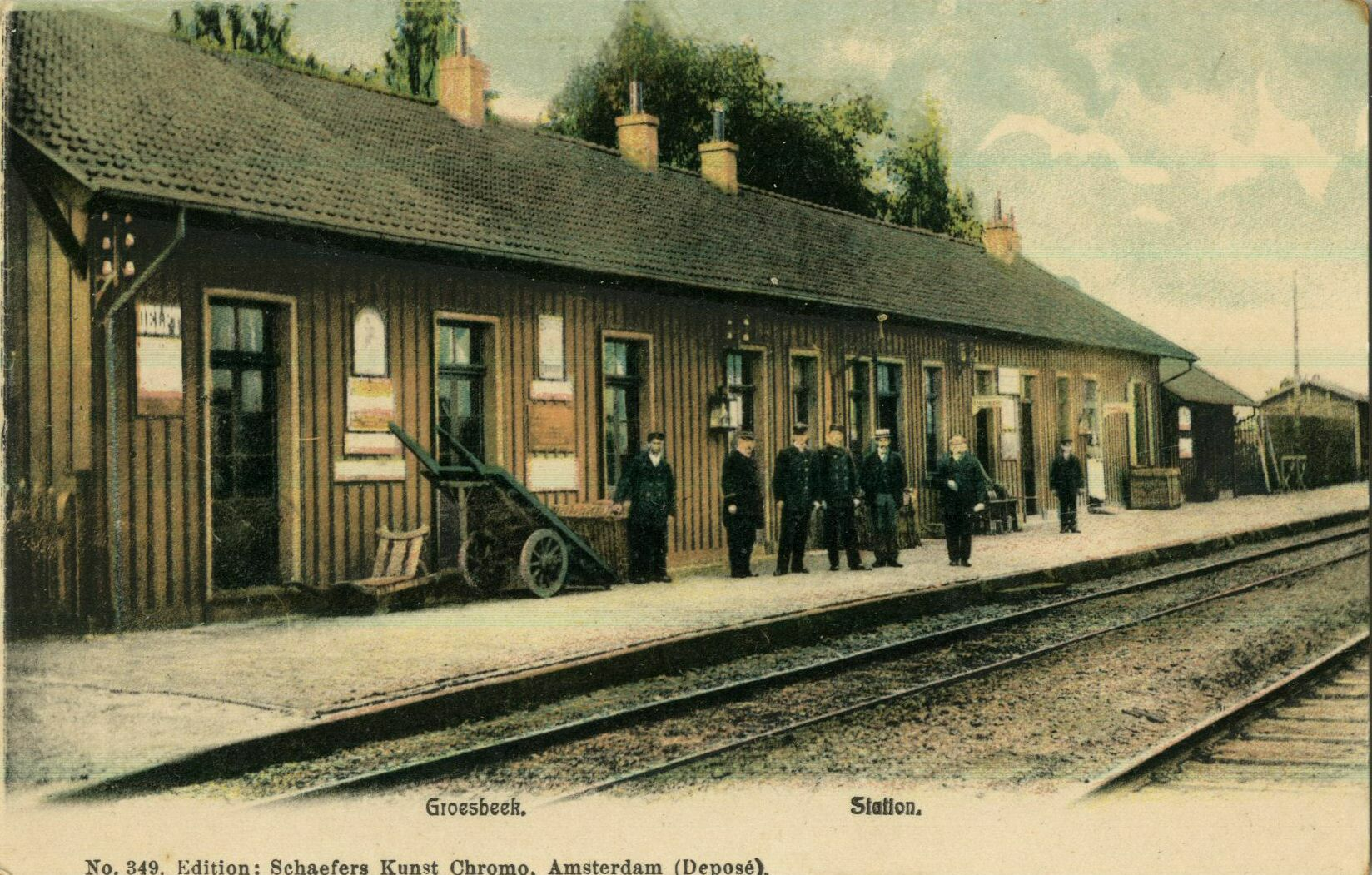
Station Groesbeek rond 1900

Station Groesbeek (Gb) was een station aan de voormalige spoorlijn Nijmegen - Kleef. Het station van Groesbeek was geopend van 9 augustus 1865 tot 7 oktober 1934 en van 1 mei 1940 tot 25 september 1940.
Het stationsgebouw werd in 1865 gebouwd en in 1938 gesloopt. In 1901 vond er een verbouwing aan het station plaats. Hierbij werd de wachtkamer van de derde klasse vergroot. Van 1938 tot 1978 stond er bij het station ook nog een Post T (dienstgebouw van de NS).
Op 27 april 2008 werd het station weer heropend als halte voor draisines. Het spoor tussen Groesbeek en Kleef was daarvoor helemaal opgeknapt. Vanuit Groesbeek kan men over het spoor naar Kranenburg fietsen, maar ook naar Kleef.